# Elías Aguirre
Remigio Elías Aguirre Romero (Chiclayo, Perú; 1 de octubre de 1844 - Punta Angamos, Perú; 8 de octubre de 1879) fue un destacado marino peruano, héroe de la Guerra del Pacífico. Como segundo comandante del monitor Huáscar, murió en el combate de Angamos.

## Biografía
Fue hijo de Carlos Aguirre y de María Candelaria Romero.
Completados sus estudios elementales en su tierra natal, pasó a Lima en 1854, ingresando al Liceo que dirigían los hermanos Manuel Trinidad e Isidoro Mariano Pérez. En 1858 ingresó a la Escuela Naval, recibiendo el 3 de agosto de 1860 los despachos de guardiamarina y embarcándose al efecto en la fragata Amazonas.
Fue sucesivamente ascendido a alférez de fragata en 1864 y a teniente segundo en 1865. Pasó la corbeta Unión, a bordo de la cual concurrió al combate naval de Abtao donde las flotas aliadas del Perú y Chile vencieron a la escuadra española (7 de febrero de 1866). Por su participación mereció el ascenso a teniente primero y el título de "Benemérito de la Patria".
Se contó entre los marinos peruanos que protestaron por la elección del comodoro estadounidense John R. Tucker como jefe de la escuadra nacional. Quedó entonces fuera del servicio y fue sometido a juicio, pero resultó absuelto, al igual que el resto de los marinos protestantes.
En agosto de 1867 volvió al servicio, embarcándose en la Apurímac, donde se mantuvo hasta enero de 1868.
En noviembre de 1868 viajó a los Estados Unidos formando parte de la comisión de marinos peruanos destinados como dotación de los monitores Atahualpa y Manco Cápac, que fueron traídos a remolque. Los expertos estadounidenses se negaron a conducir dichas naves en la riesgosa travesía hacia el Perú (vía el Atlántico y el extremo sur de Sudamérica), pues estaban diseñadas para la navegación fluvial y no para alta mar; por ese motivo, los marinos peruanos asumieron el desafío. Aguirre tomó el puesto de segundo comandante del Manco Cápac, y luego pasó a la corbeta Unión, que se unió al convoy en Río de Janeiro, trayendo al nuevo comandante de la División, el capitán de navío Manuel Ferreyros (diciembre de 1869). Tras año y medio de recorrido, los monitores llegaron al fin a costas peruanas (junio de 1870), culminando una misión que fue considerada entonces como una hazaña naval.
Nombrado como segundo comandante de la corbeta Unión, viajó en ella a Inglaterra con la misión de inspeccionar las reparaciones que necesitaba la nave. A su regreso, tradujo y publicó una obra sobre estudios relativos a la navegación en el Estrecho de Magallanes. Fue ascendido a capitán de corbeta efectivo en 1870.
Fue nombrado Subdirector de la Escuela Naval, y en 1875 pasó a ocupar el comando de la cañonera Chanchamayo, tripulada por jóvenes recién egresados de la Escuela de Grumetes. En dicho oficio confirmó su reputación de marino serio y estudioso, instruido y práctico. Pero cuando naufragó dicho buque, frente a Falsa Punta Aguja, fue destituido y enjuiciado (1876). Noblemente defendió a todos sus oficiales y pidió para él todo el rigor de la ley. Separado de la escuadra, se dedicó al negocio guanero, ocupando un puesto en la compañía cargadora de guano en Pabellón de Pica (departamento de Tarapacá).

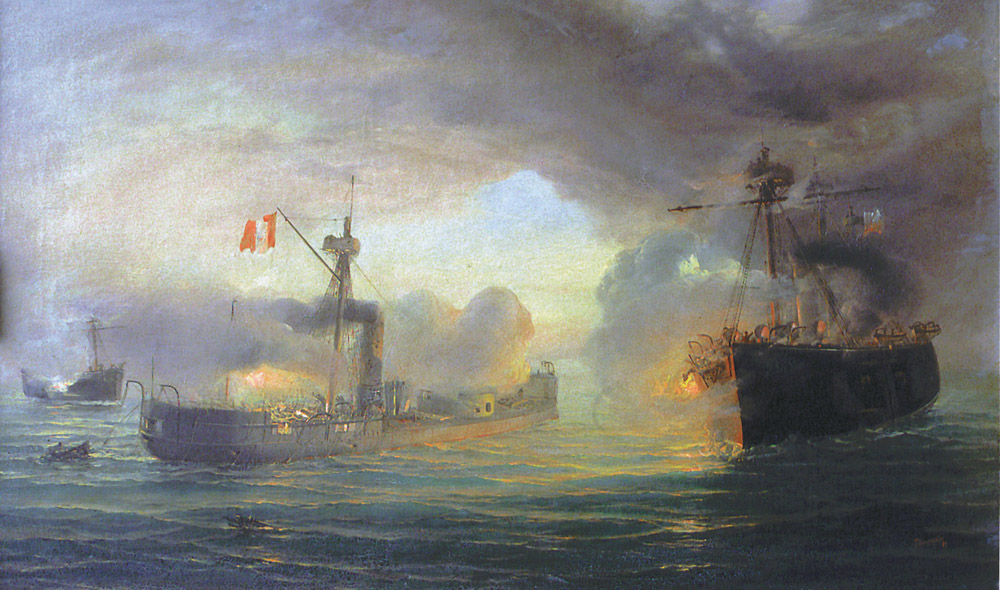
Combate de Angamos.

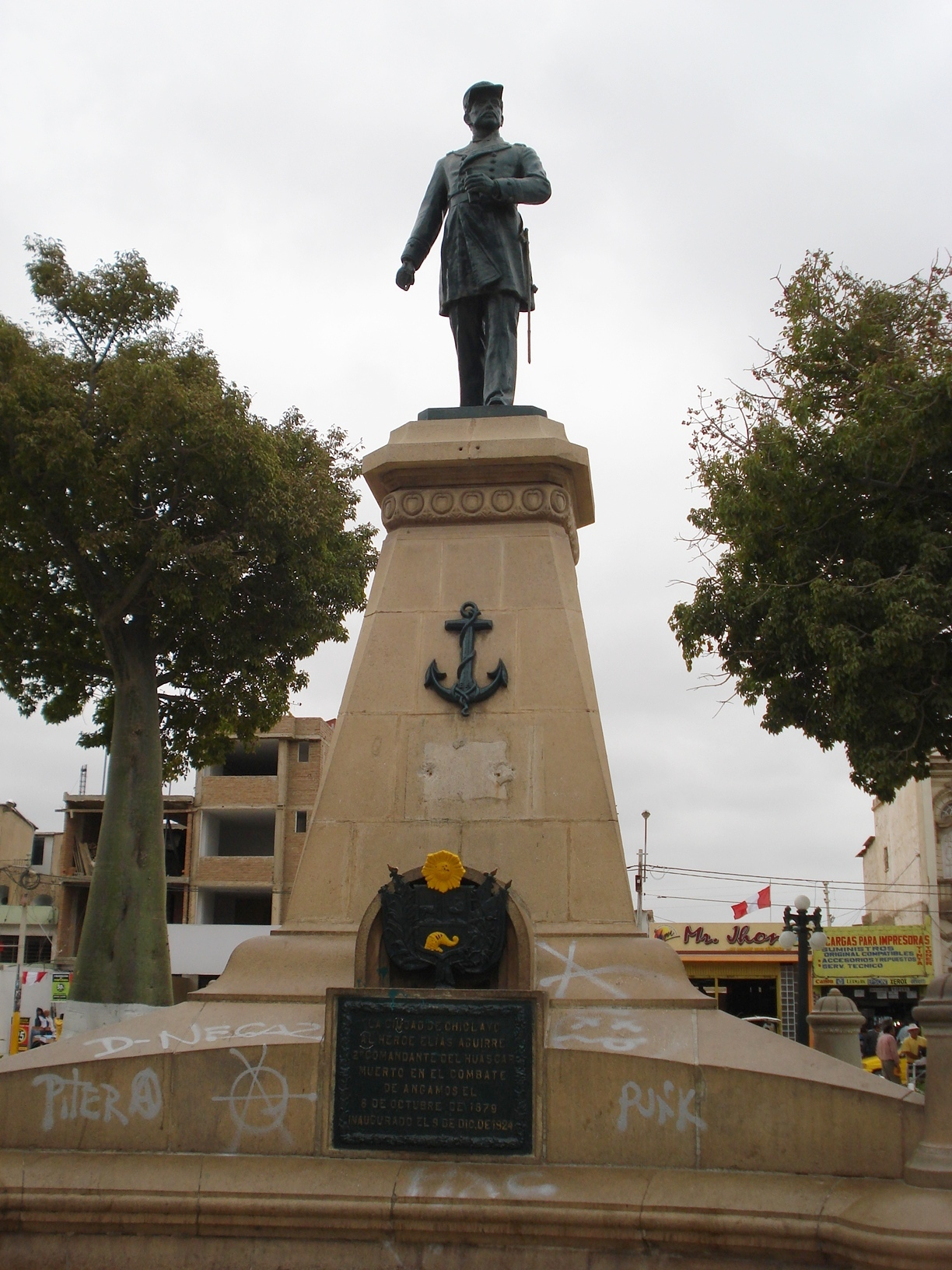
Monumento en memoria al héroe del Combate de Angamos en Chiclayo.

Al estallar la guerra del Pacífico, Elías Aguirre se ofreció nuevamente para servir en la marina. Aceptada su solicitud, se embarcó en la corbeta Unión, en la que participó en el combate de Chipana del 12 de abril de 1879, que fue el primer enfrentamiento naval de dicha guerra. Conocedor de sus méritos y de su gran capacidad como marino, Miguel Grau solicitó al gobierno el traslado de Aguirre al monitor Huáscar. Esta solicitud fue aceptada en el mes de julio y Aguirre fue nombrado segundo comandante de dicha nave. Durante tres meses compartió con Grau el permanente sacrificio que entrañó la campaña naval, hasta que fue preciso arriesgar un desigual combate contra la escuadra enemiga en Angamos. Al caer muerto Grau, Aguirre asumió el mando y control del Huáscar. Al verse asediado por el fuego y la arremetida de los buques enemigos, audazmente ordenó atacar con el espolón al acorazado Blanco Encalada, y en plena maniobra fue alcanzado por una granada, la cual acabó con su vida. Era la mañana del 8 de octubre de 1879.
El 28 de mayo de 1880 se condecoró a los mártires del monitor Huáscar, entre ellos al comandante Elías Aguirre, con la "Cruz de Acero de la Legión del Mérito".
Sus restos reposan en la Cripta de los Héroes del Cementerio Presbítero Matías Maestro de Lima, al lado de otros combatientes de la Guerra del Pacífico como Grau, Cáceres y Bolognesi.